# Joan Gregori Albiol
Joan-Francesc Gregori Albiol (Benicarló, 1966) és un escriptor i professor valencià.
Llicenciat en Filologia Hispànica per la Universitat de València, es dedica a la docència. Pel que fa a la seua vessant literària, ha publicat diversos poemaris, com ara El setge de l'Albir o Una vida tard. També ha publicat un recull d'articles de premsa local (Ni creix ni meix) i d'etnologia (La vida de la gent de la mar. Benicarló 1930-1970). Quant a revistes, ha format part de revistes literàries valencianes com ara Raval de Lletres, Arnera o Passadís. Quadern de Lletres.

## Obra
- El setge de l'Albir (1994). Premi Senyoriu d'Ausiàs March 1993
- Una vida tard (1998, Tres i Quatre). Premi Festa d'Elx 1997
- Ni creix ni meix. Articles a La Veu de Benicarló 1995-1996 (1999, Ajuntament de Benicarló)
- Converses sobre la Guerra Civil a Benicarló (2002, Alambor). Junt Francesc Delcastillo.
- La vida de la gent de la mar: Benicarló (1930-1970) (2004, Onada).[2] Junt Agustí Fàbrega.